# Palladium (Keulen)
Het Palladium is een concertzaal en evenementencentrum in de Duitse stad Keulen. Het gebouw ligt tegenover E-Werk, dat eveneens als concertzaal dient, in het noordoosten van Keulen in de wijk Mülheim. Het Palladium werd in 1899 gebouwd als fabriekshal voor Trefil Europe Engineering, een firma in de machinebouw. Het gebouw dient sinds december 1998 als evenementenhal waar voornamelijk concerten plaatsvinden. Bij binnenkomst aan de Schanzenstraße bevinden zich in de foyer een bar, toiletten en garderobe. Rechts daarvan is de grotere concerthal waar plaats is voor 4.000 bezoekers. Achteraan de concerthal kan een verhoging worden gerealiseerd voor rolstoelgebruikers. In een zijhal is nog eens plaats voor 900 bezoekers.